# Черновский район (Чита)
Черновский райо́н — один из четырёх административных районов города Читы. Образован в 1941 году.

## География
Расположен в западной части города. Находится Читинский аэропорт (Кадала). В районе на довольно значительной территории вокруг шахт и разрезов разбросаны шахтерские посёлки, созданные у Черновского буроугольного месторождения.
Граничит на востоке с Железнодорожным районом Читы, на границе с которым расположено внутригородское озеро Кенон.  

## Население
| 2002    | 2009    | 2011    | 2012    | 2013    | 2014    | 2015    | 2016    | 2017    |
| ------- | ------- | ------- | ------- | ------- | ------- | ------- | ------- | ------- |
| 83 777  | ↘81 276 | ↗86 017 | ↘85 333 | ↗86 389 | ↗87 210 | ↗88 241 | ↗89 497 | ↗89 864 |
| 2018    | 2019    | 2020    | 2021    |         |         |         |         |         |
| ↗90 471 | ↗90 783 | ↗91 275 | ↘83 835 |         |         |         |         |         |

## Микрорайоны
В состав района входит 15 исторически сложившихся поселков в черте города (микрорайонов): Текстильщиков, Энергетиков, Восточный, Кадала, Аэропорт, Наклонный, ЧЭС, Рудник Кадала, Зыково, Застепь, Кутузовка, Ивановка, Лапочкина Падь, станция Черновская, Агрогородок «Опытный».

## История
17 января 1941 года в Чите были образованы 3 района, в том числе Черновский.